# Antony de Ávila
Antony William De Ávila Charris (Santa Marta, Magdalena, Colombia, 21 de diciembre de 1962) es un exfutbolista colombiano. Jugaba como delantero y su primer equipo fue América de Cali, club donde también se retiró y además fue el entrenador de delanteros durante algún tiempo. Desde 2021 purga una condena de 12 años en una prisión de Italia por delitos relacionados con el narcotráfico.

## Trayectoria

### Inicios en América
De Ávila fue descubierto como futbolista cuando practicaba como aficionado en las playas de Santa Marta, y allí un cazatalentos del América de Cali se lo llevó al doctor Gabriel Ochoa Uribe, quien lo integró al equipo escarlata, único club para el que jugó en Colombia.
El primer gol del "Pitufo" como profesional lo marcó el 2 de agosto de 1982, en un partido entre el América de Cali y el Unión Magdalena, en el estadio Pascual Guerrero, al arquero argentino Carlos Alfredo Gay, exjugador del América.
Estando en el América durante sus primeros años como profesional, ocasionalmente hizo parte de un conjunto popularmente conocido como 'Los Pitufos' compuesto por los suplentes que encaraban el torneo colombiano mientras los jugadores titulares estaban en concentración para los juegos de la Copa Libertadores. Algunos de los integrantes de ese plantel fueron Álex Escobar, John Édison Castaño, Hernán Darío Herrera, Jairo Ampudia, Luis Fernando "El Chonto" Herrera, Orlando Maturana y Armando "El Pollo" Díaz, entre otros. Particularmente, con Escobar siempre tuvo una gran afinidad dentro de la cancha durante el tiempo en que ambos hicieron parte del América.
De Ávila estuvo en tres de los cuatro subcampeonatos de la Copa Libertadores del América. En las finales que perdió, en 1985 ante Argentinos Juniors (en donde falló un lanzamiento desde el punto penal), y en 1986 y 1996 ante River Plate. No es cierto que haya estado en la final de 1987 frente a Peñarol, en octubre de dicho año, porque para esa fecha se encontraba en el club Unión de Santa Fe del fútbol argentino (ver discusión). La otra final que perdió fue en 1998, jugando con el Barcelona Sporting Club de Ecuador, contra Vasco da Gama.
Con respecto a la final de la Copa Libertadores ante Argentinos Juniors, De Ávila, quien apenas tenía 22 años en ese entonces, debió hacerse cargo del quinto y último cobro de la serie de penales, que fue detenido por Enrique Vidallé. La anécdota cuenta que el jugador originalmente asignado por Gabriel Ochoa Uribe para el último cobro rojo era el guardameta Julio César Falcioni, pero éste se rehusó a hacerlo porque quería cobrar el primero, asignado a Ricardo Gareca, y luego concentrarse en tapar los tiros de los rivales. Ante la negativa del arquero, el técnico debió cambiar su decisión y fue así como eligió al juvenil samario para tal fin.

### Unión, Barcelona y MetroStars
Su carrera como futbolista incluyó también a Unión de Santa Fe de Argentina, a Barcelona de Ecuador y MetroStars de los Estados Unidos.
En 1987 Antony De Ávila decidió tomar otros rumbos viajando a Argentina con su esposa y su niña de apenas dos meses de edad. Dejar al club de sus amores no fue una decisión fácil, más porque en Colombia se dijo que se trataba de un castigo impuesto por las directivas del América de Cali frente a su indisciplina, pero para él esto nunca fue así. Su convicción al irse era mostrarse, probar suerte y cambiar de ambiente. allí llega a préstamo a un equipo antiguo pero poco conocido, el  Unión de Santa Fe, que para aquellos días peleaba el descenso. A través de su buen ritmo de juego y gambetas, De Ávila despertó frecuentemente elogios de la prensa, e incluso se alcanzó a mencionar la posibilidad de que llegara a uno de los clubes grandes del país como Independiente de Avellaneda; al final no se concretó nada, pero "El Pipa" logró un alto grado de madurez. Si bien su experiencia fue de alguna manera positiva, no fue lo que esperaba y regresó a Colombia en 1988 para jugar otra vez con el América. A su regreso De Ávila saldría goleador del fútbol colombiano con un merecimiento adicional: ninguno de los goles que consiguió fue de tiro libre o de penal
Luego de ocho años en el América, en el segundo semestre de 1996, Antony De Ávila se fue a probar suerte en la recientemente creada MLS de los Estados Unidos, en el MetroStars de Nueva York, dirigido por el técnico Carlos Queiroz. En su primer partido en suelo norteamericano el 14 de agosto de 1996 "El Pitufo" marcó su primer gol frente al New England Revolution. Más adelante, en la penúltima fecha de la fase regular, De Ávila anotó el gol de la victoria de su equipo ante el Columbus Crew y que prácticamente los dejó clasificados a los Play-Offs. Según palabras del entrenador Queiroz al final del encuentro "el gol de Antony fue el que se merecían el partido y todos los aficionados". Posteriormente el director técnico portugués se fue del club en la postemporada, con destino al fútbol japonés para dirigir al Nagoya Grampus. El MetroStars quedó eliminado en la semifinal de la Conferencia Este frente al D.C. United. Finalmente De Ávila anotó ocho goles en once partidos y al siguiente año se marchó al Barcelona de Ecuador.
"El Pitufo" fue gran figura, ya que en su primera temporada con el club de Guayaquil terminaron siendo campeones del torneo local. En 1998, De Ávila junto a sus compañeros de equipo lograron llevar por segunda vez en su historia al club ecuatoriano a una final de la Copa Libertadores, que infortunadamente perdieron contra el Vasco da Gama de Brasil. 
Sus 29 goles anotados en la Libertadores lo han hecho pasar a la historia del certamen. Pero también "el Pipa" es un gran ídolo de la hinchada americana por ser el máximo goleador en la historia del club, con 206 goles, 179 de ellos en el Fútbol Profesional Colombiano.

### Regreso a las canchas
Antony De Ávila regresó a las canchas el 22 de julio de 2009, con 46 años y 113 días de edad, en una decisión conjunta con los directivos y cuerpo técnico del América de Cali, con un contrato por seis meses. Como "El Pipa" no tuvo un partido de despedida propiamente dicho diez años atrás, acordó con los directivos del América que se retiraría de la actividad jugando de manera normal y no en un partido de homenaje. La noticia causó sorpresa en la opinión pública y a la vez una enorme expectativa.
De Ávila marcó el primer gol de su etapa de regreso el 30 de agosto de 2009 con asistencia del juvenil Andrés "el rifle" Andrade en el Pascual Guerrero, dándole el empate al América 1-1 frente a Independiente Santa Fe, y el 13 de septiembre anotó el primer gol de América en el clásico 270 frente al Deportivo Cali, ratificándose como máximo goleador del clásico vallecaucano con 19 anotaciones. Como anécdota, antes de este juego hubo algunas declaraciones salidas de tono de parte del entonces técnico verde, José 'Cheché' Hernández, menospreciando la capacidad del veterano delantero samario para jugar al fútbol profesionalmente. Al término de la temporada 2009 salió junto a otros diecisiete futbolistas del club.

### Curiosidades
- El escudo del América tiene como símbolo a un diablo. Durante los 12 años en que el médico Ochoa Uribe estuvo al frente del equipo, el escudo original del diablo fue reemplazado por otro que tenía las estrellas correspondientes a los campeonatos ganados hasta la fecha. Cuando Ochoa se retiró del América, los directivos decidieron volver al tradicional escudo con el diablo. Como De Ávila siempre ha sido muy religioso, fue el primer jugador del conjunto en cubrir dicho escudo con una cinta blanca pues esa figura asociada con el mal iba en contra de sus creencias. Otros futbolistas americanos continuaron esta costumbre.
- Siendo un jugador de baja estatura, en varias ocasiones anotó goles de cabeza en detrimento de defensas mucho más altos que él.
- Con 19 goles es el máximo artillero del Clásico vallecaucano[26] además de ser el jugador más veterano en anotar por un Derbi de Occidente.
- Es el jugador colombiano que más títulos ganó en un mismo equipo (ocho) con América de Cali, el primero en 1982, y el último en 1997.[27]
- A su retiro en 2009, llevaba marcados 179 goles por Categoría Primera A, 27 por Copa Libertadores y dos en Copa Conmebol, para un total de 208.
- En la red no hay un dato claro acerca de la estatura correcta de "El Pitufo", pues en algunos sitios web se asegura que mide 1,57 m. Sin embargo, en otros aducen una estatura mayor, incluso en el álbum de la Copa Mundial de Fútbol Francia 1998 de la editorial italiana Panini, los datos acerca del jugador indicaban 1,60 m de estatura.

## Estadísticas

### Clubes
| América de Cali · Colombia |               |               |     |     |     |     |     |      |      |
| 1.ª | 1982          | 24            | 2   | —   | —   | 24  | 2   | 0,12 |      |
| 1.ª | 1983          | 25            | 3   | 7   | 3   | 32  | 6   | 0,25 |      |
| 1.ª | 1984          | 42            | 9   | 3   | 0   | 45  | 9   | 0,18 |      |
| 1.ª | 1985          | 41            | 11  | 9   | 0   | 50  | 11  | 0,22 |      |
| 1.ª | 1986          | 32            | 10  | 7   | 0   | 39  | 10  | 0,25 |      |
| 1.ª | 1987          | 12            | 5   | 5   | 0   | 17  | 5   | 0,29 |      |
| 1.ª | 1988          | 22            | 11  | 12  | 3   | 34  | 14  | 0,41 |      |
| 1.ª | 1989          | 29            | 13  | —   | —   | 29  | 13  | 0,31 |      |
| 1.ª | 1990          | 43            | 25  | —   | —   | 43  | 25  | 0,58 |      |
| 1.ª | 1991          | 30            | 10  | 10  | 4   | 40  | 14  | 0,35 |      |
| 1.ª | 1992          | 44            | 16  | 8   | 3   | 52  | 19  | 0,36 |      |
| 1.ª | 1993          | 36            | 13  | 12  | 3   | 48  | 16  | 0,33 |      |
| 1.ª | 1994          | 35            | 18  | —   | —   | 35  | 18  | 0,51 |      |
| 1.ª | 1995          | 15            | 7   | —   | —   | 15  | 9   | 0,46 |      |
| 1.ª | 1995-96       | 55            | 26  | 20  | 13  | 75  | 37  | 0,52 |      |
| 1.ª | F-2009        | 9             | 2   | —   | —   | 9   | 2   | 0,22 |      |
| Total club | Total club    | 489           | 181 | 93  | 29  | 582 | 210 | 0,36 |      |
| Unión Argentina |               |               |     |     |     |     |     |      |      |
| 1.ª | 1987/88       | 33            | 7   | —   | —   | 33  | 7   | 0,21 |      |
| Total club | Total club    | 33            | 7   | -   | -   | 33  | 7   | 0,21 |      |
| MetroStars Estados Unidos |               |               |     |     |     |     |     |      |      |
| 1.ª | 1996          | 11            | 8   | —   | —   | 11  | 8   | 0,72 |      |
| 1.ª | 1997          | 23            | 9   | —   | —   | 23  | 9   | 0,39 |      |
| Total club | Total club    | 34            | 17  | -   | -   | 34  | 17  | 0,50 |      |
| Barcelona · Ecuador |               |               |     |     |     |     |     |      |      |
| 1.ª | 1997          | 17            | 10  | —   | —   | 17  | 10  | 0,36 |      |
| 1.ª | 1998          | 22            | 16  | 12  | 3   | 34  | 18  | 0,53 |      |
| 1.ª | 1999          | 13            | 0   | —   | —   | 13  | 0   | 0,00 |      |
| Total club | Total club    | 52            | 26  | 12  | 3   | 64  | 28  | 0,42 |      |
| Total carrera | Total carrera | Total carrera | 608 | 229 | 105 | 32  | 713 | 266  | 0,45 |
| (2) Incluye datos de la Copa Libertadores, la Copa Conmebol y la Copa Merconorte (3) Media de goles por encuentro. No incluye goles en partidos amistosos. |               |               |     |     |     |     |     |      |      |

## Selección nacional

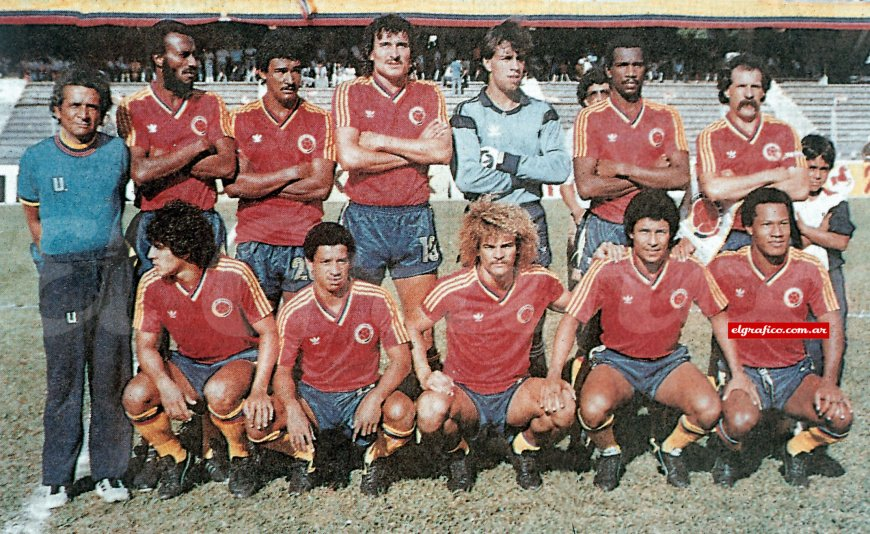
Anthony de Ávila en el Repechaje interno ante Paraguay en 1985.

Fue internacional con la selección de fútbol de Colombia (entre 1983 y 1998) en 54 ocasiones marcando 13 goles. Fue mundialista en 1994 y 1998 aunque no jugó partidos completos.
Sus goles y su gran habilidad como mediapunta lo llevaron a formar parte de la selección de Colombia. Su primera convocatoria internacional fue en 1985 para jugar el repechaje ante Paraguay, por un cupo a la Copa Mundial de 1986. Jugó también la Copa América de 1983, 1987, 1989 y 1991. De Ávila no quedó dentro de la selección definitiva que disputó el Mundial Italia 1990. Hubo una controversia en el país porque, pese al gran momento deportivo del samario, el técnico Francisco Maturana eligió a otros atacantes. De hecho, el estratega chocoano declaró en un libro publicado para aquel entonces que "De Ávila fue otro que se marginó", aduciendo que el propio delantero costeño prefirió no ser tenido en cuenta porque no iba a ser titular.
Pese a ello, estuvo en los mundiales de Estados Unidos 1994 y Francia 1998, jugando algunos minutos de diferentes partidos. En 1997, integró la selección resto del Mundo, en la que compartió con grandes figuras del fútbol suramericano como Gabriel Batistuta y Ronaldo, bajo la dirección del técnico Carlos Alberto Parreira, marcando uno de los goles en la victoria 5-2 de Resto del Mundo contra Europa, dirigida por Franz Beckenbauer, y que en ese juego contó con la presencia de estrellas como Zinedine Zidane, Patrick Kluivert, Fernando Hierro, entre otros.
Entre los logros individuales de "El Pipa" se destaca ser goleador de la Copa Libertadores 1996 con 11 anotaciones y Botín de Oro en el Campeonato colombiano 1990 con 25 goles. En 2007, el América de Cali lo homenajeó con el trofeo como Máximo Goleador Histórico del club. De Ávila es reconocido como uno de los máximos ídolos escarlatas y también goza de una gran fanaticada en el Barcelona Sporting Club y un destacado reconocimiento en Unión de Santa Fe y MetroStars de Nueva York.

### Participaciones enCopas del Mundo
| Mundial                  | Sede                     | Resultado                | PJ | GA | Asis |
| ------------------------ | ------------------------ | ------------------------ | -- | -- | ---- |
| Mundial de USA 1994      | Estados Unidos           | Fase de grupos           | 2  | 0  | 0    |
| Mundial de Francia 1998  | Francia                  | Fase de grupos           | 2  | 0  | 0    |
| Total en Copas del Mundo | Total en Copas del Mundo | Total en Copas del Mundo | 4  | 0  | 0    |

### Participaciones enEliminatorias al Mundial
| Eliminatoria                          | Sede del Mundial       | Posición                                              | Resultado   | PJ | GA | Asis |
| ------------------------------------- | ---------------------- | ----------------------------------------------------- | ----------- | -- | -- | ---- |
| Eliminatorias Mundial de México 1986  | México                 | 3°lugar 6pts Grupo 1 (Perdedor del Repechaje internó) | Eliminado   | 1  | 0  | 0    |
| Eliminatorias Mundial de Francia 1998 | Francia                | 3°lugar 28pts                                         | Clasificado | 9  | 3  | 1    |
| Total en Eliminatorias                | Total en Eliminatorias | Total en Eliminatorias                                | 1/2         | 10 | 3  | 1    |

### Participaciones enCopas América
| Torneo                 | Sede                   | Resultado              | PJ | GA | Asis |
| ---------------------- | ---------------------- | ---------------------- | -- | -- | ---- |
| Copa América 1983      | Sin sede fija          | Fase de grupos         | 1  | 0  | 0    |
| Copa América 1987      | Argentina              | Tercer lugar           | 2  | 0  | 2    |
| Copa América 1989      | Brasil                 | Fase de grupos         | 3  | 1  | 0    |
| Copa América 1991      | Chile                  | Cuarto lugar           | 6  | 3  | 0    |
| Total en Copas América | Total en Copas América | Total en Copas América | 12 | 4  | 2    |

## Palmarés

### Campeonatos nacionales
| Título    | Club            | País     | Año  |
| --------- | --------------- | -------- | ---- |
| Primera A | América de Cali | Colombia | 1982 |
| Primera A | América de Cali | Colombia | 1983 |
| Primera A | América de Cali | Colombia | 1984 |
| Primera A | América de Cali | Colombia | 1985 |
| Primera A | América de Cali | Colombia | 1986 |
| Primera A | América de Cali | Colombia | 1990 |
| Primera A | América de Cali | Colombia | 1992 |
| Serie A   | Barcelona       | Ecuador  | 1997 |

### Distinciones individuales
| Distinción                                                                             | Año  |
| -------------------------------------------------------------------------------------- | ---- |
| Goleador del Campeonato colombiano (25 goles)                                          | 1990 |
| Goleador de la Copa Libertadores (11 goles)                                            | 1996 |
| Trofeo al Goleador Histórico del América de Cali (203 goles)                           | 2007 |
| Premios Dimayor 60 Años como el futbolista con más títulos (8)                         | 2008 |
| 11.º Goleador histórico de la Categoría Primera A (179 goles)                          | 2009 |
| 6.º Goleador histórico de la Copa Libertadores de América (29 goles)                   | 2010 |
| Incluido en el 11 ideal de todos los tiempos de la Copa Libertadores según Bolavip.com | 2012 |
| Reconocimiento como Jugador Insignia del América de Cali (208 goles)                   | 2013 |

## Arresto
De Ávila había causado un escándalo en Colombia en julio de 1997, cuando durante declaraciones posteriores a un partido de eliminatorias dedicó su gol a los narcotraficantes Miguel y Gilberto Rodríguez Orejuela, líderes del Cartel de Cali. El nombre del exjugador había también aparecido en una lista de personas que habían recibido donaciones de Miguel Rodríguez Orejuela. De Ávila fue arrestado el 20 de septiembre de 2021 en Nápoles, Italia, mientras se encontraba, según él, en un viaje de turismo. De Ávila fue detenido por producción y tráfico internacional de drogas en colaboración con presuntos miembros de la mafia italiana del clan Buonerba, entre las provincias de Nápoles y Génova, cargos por los que era buscado desde 2004 y por los que sería condenado a 12 años de cárcel. Según las autoridades italianas, se encontraba en el país con el objeto de reiniciar el tráfico de drogas. La policía había recibido un informe sobre la presencia de suramericanos en la ciudad haciendo contacto con la mafia local y De Ávila fue retenido cuando sus respuestas respecto a los motivos de su viaje fueron sospechosas. Al ser detenido, la policía encontró que De Ávila tenía una orden de captura activa desde 2004 y fue arrestado de inmediato.